# Daewoo K7
La Daewoo K7 es una pistola metralladora que dispara munició de 9×19mm Parabellum, amb un supressor integrat, utilitzada per l'exèrcit de Corea del Sud. Esta basada en la Daewoo K1, la seva versió K1A, però simplificada per l'ús d'un sistema de foc de Blowback, en comptes del de gas. Va ser exposada al públic en l'exposició militar de IDEX en els Emirats Àrabs Units en 2003.
La K7 és actualment produïda per S&T Motiv.

## Disseny
Encara que la MP5 ja estava en ús en aquella època en l'exèrcit de Corea del Sud, la K7 va començar a ser desenvolupada, perquè la utilitzessin les seves forces especials, i també volien una arma indígena del país, i van seguir amb la extensa línea d'armes de Daewoo les “K”. Necessitaven una arma silenciada, i tenaiq ue ser petita i compacta, i d'aquestes demandes, va sortir la K7. La K7, va començar a ser dissenyada en l'abril de 1998,l i va acabar el projecte en l'any 2000.
Com que la K7 va ser desenvolupada per Daewoo, van seguir amb les seves armes de la línea “K”.
Com que la K7 utilitza la munició subsònica de 9×19mm, es necessita que l'aram utilitzi un sistema diferent al de la de gas per operar-la, com el de la K1A.En comptes, la K7 utilitza un sistema de Blowback. Té un carregador vertical de 30 bales, les mateixos que els de la Uzi, o un carregador de 32 bales de la Beretta PM12. Igual que els carregadors de la K1A, el carregador pot acomodar municions de calibre inferior a 9mm.
L'arma te 3 tipus de sistemes de foc:
- Semi automàtic.
- Ràfegues de 3 bales.
- Totalment automàtic.

Encara que un foc sostingut en automàtic, ha demostrat que danya les parts internes del canó i del supressor. Com a resultat d'utilitzar un forrellat obert, s'ha arribat a disparar 1150 bales per minut.
La recambra de la K7 és basada en la de la Daewoo K2, amb algunes modificacions lleugeres.

## Supressor
El supressor utilitza el gas produït durant el tret, per reduir la quantitat de so d'aquest. Endemés, els supressors, camuflen i distorsionen el so del tret, perquè la gent no sàpiga de quin lloc ha vingut exactament el tret i on està el tirador. Per cada tret, la K7, genera uns 111,5 decibels de so de mitjana.

## Usuaris
- Bangladesh[3]
- Indonèsia: Els seus grups de comandos especials la utilitzen.[4]
- Corea del Sud: utilitzada per l'exèrcit de Corea del Sud, en les seves unitats especials, tant terrestres, com de la marina.[2]